# Szafka nocna

Szafka nocna

Szafka nocna (stolik nocny) lub gwarowo nakastlik (z niem. nacht – nocny + kasten – skrzynia, pudło) – niewielki mebel do przechowywania przedmiotów w konstrukcji skrzyniowej lub szkieletowej z pojemnikiem.
Zwykle jako mebel uzupełniający do wyposażenia sypialni lub pokoju hotelowego.
Najczęściej występuje w komplecie z łóżkiem, toaletką i szafą.
Na blacie można umieścić lampkę nocną lub budzik, a pojemnik (szuflada) służy jako schowek na drobne przedmioty osobiste.